# سمسم صومالي
سمسم صومالي (الاسم العلمي:Sesamum somalense) هو نوع من النباتات يتبع جنس السمسم من الفصيلة البيدالية.